# Euryzygomatomys spinosus
Il suira (Euryzygomatomys spinosus G. Fischer, 1814) è un roditore della famiglia degli Echimiidi, unica specie del genere Euryzygomatomys (Goeldi, 1801), diffuso nell'America meridionale.

## Descrizione

### Dimensioni
Roditore di grandi dimensioni, con la lunghezza della testa e del corpo tra 148 e 210 mm, la lunghezza della coda tra 60 e 64 mm, la lunghezza del piede tra 34 e 40 mm, la lunghezza delle orecchie tra 17 e 20 mm e un peso fino a 210 g.

### Caratteristiche craniche e dentarie
Il cranio è largo presenta un rostro breve ed ampio, la restrizione inter-orbitale ampia e le ossa pre-mascellari proiettate in avanti oltre la linea degli incisivi, i quali sono grandi e robusti. I fori palatali anteriori sono corti ed ovali. I denti masticatori hanno la corona elevata, possiedono tre radici e la loro superficie occlusiva è circolare.
Sono caratterizzati dalla seguente formula dentaria:

### Aspetto
La pelliccia è ruvida. Le parti dorsali variano dal bruno-giallastro al marrone scuro cosparse di lunghi peli nerastri, i fianchi sono più chiari mentre le parti ventrali sono bianche o leggermente giallastre. Le orecchie sono piccole. Gli arti sono brevi, i piedi sono lunghi e sottili. Gli artigli sono robusti, dritti ed allungati. Il dorso delle zampe è marrone scuro con le dita più chiare. La coda è più corta della metà della testa e del corpo. Le femmine hanno un paio di mammelle pettorali e due inguinali. Il cariotipo è 2n=46 FN=82.

## Biologia

### Comportamento
È una specie parzialmente fossoria e notturna.

### Alimentazione
Si nutre di parti vegetali.

### Riproduzione
Femmine gravide con 1-3 embrioni sono state catturate a novembre.

## Distribuzione e habitat
Questa specie è diffuso nel Brasile sud-orientale, negli stati di Espírito Santo, Minas Gerais, Santa Catarina, San Paolo, nel Paraguay orientale e nella provincia argentina nord-orientale di Misiones.
Vive principalmente nella vegetazione ripariale all'interno di foreste dense.

## Conservazione
La IUCN Red List, considerato il vasto areale e la popolazione presumibilmente numerosa, classifica E.spinosus come specie a rischio minimo (Least Concern).